# Kap Michailow
Kap Michailow (russisch Мыс Михайлова Mys Michailowa) ist ein eisbedecktes Kap an der Sabrina-Küste des ostantarktischen Wilkeslands. Es liegt rund 67 km östlich des Totten-Gletschers.
Der US-amerikanische Kartograph Gardner Dean Blodgett, Mitarbeiter des Amts für Geographie im Innenministerium der Vereinigten Staaten, kartierte es 1955 anhand von Luftaufnahmen der Operation Highjump (1946–1947) der United States Navy. Weitere Luftaufnahmen entstanden 1956 bei einer sowjetischen Antarktisexpedition. Namensgeber ist Pawel Nikolajewitsch Michailow (1786–1840), russischer Maler und Zeichner sowie Teilnehmer an der ersten russischen Antarktisexpedition (1819–1821) unter der Leitung von Fabian Gottlieb von Bellingshausen.